# Péter Györkös

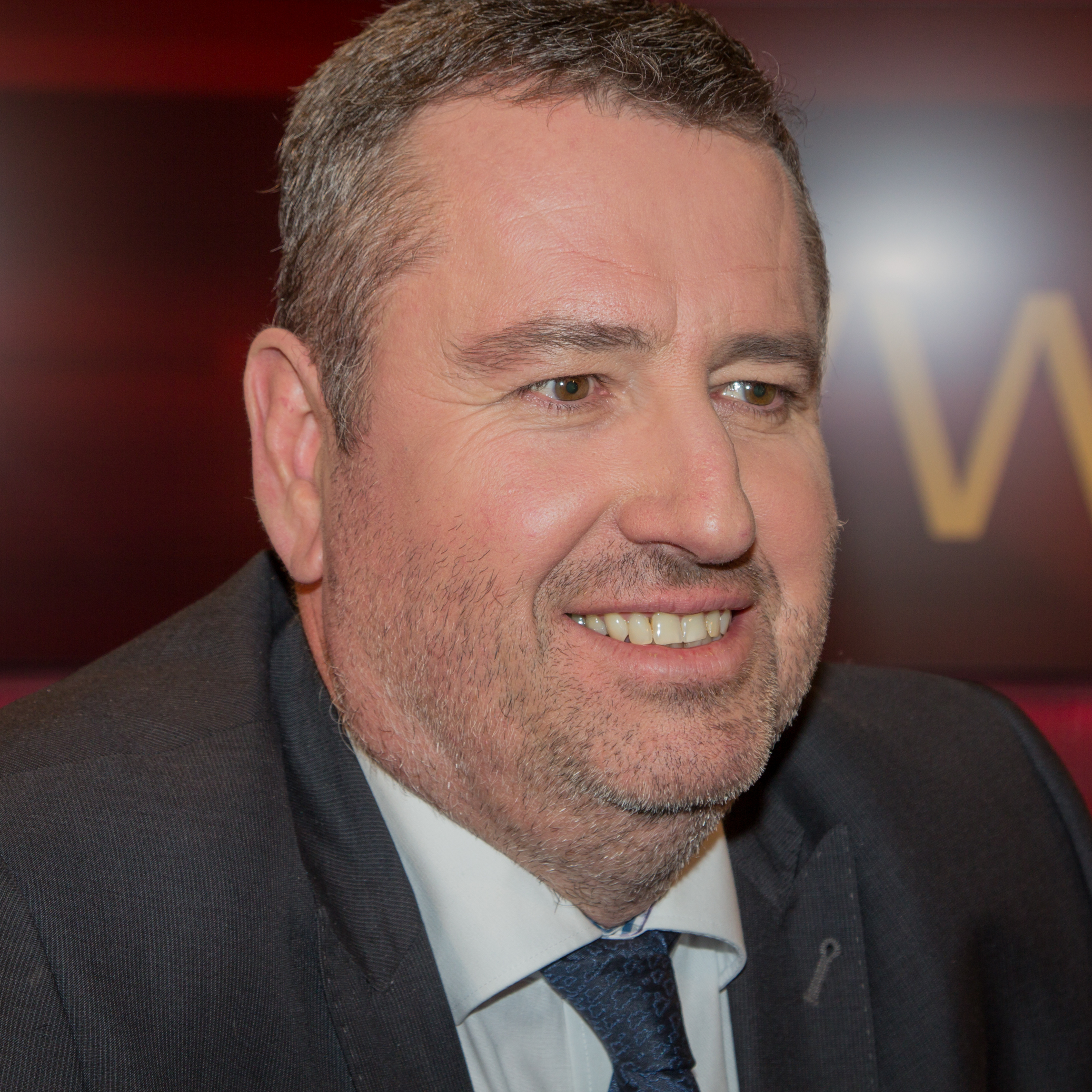
Péter Györkös, 2016

Péter Györkös (* 10. November 1963 in Zirc, Komitat Veszprém) ist ein ungarischer Diplomat.

## Leben
Péter Györkös absolvierte an der staatlichen Universität in Moskau das Studium der internationalen Beziehungen, welches er 1988 mit Diplom abschloss. 1992 promovierte er an der Universität für Wirtschaftswissenschaften in Budapest, der Titel seiner Doktorarbeit lautet „Pläne für die deutsche Einheit in der Periode der Teilung und der Vereinigung Deutschlands“.
Von 1988 bis 1991 war er Deutschlandreferent im Außenministerium Ungarns in Budapest. Anschließend war er bis 1996 an der Botschaft der Republik Ungarn in Bonn als Leiter der Abteilung Politik und zweiter Botschaftssekretär eingesetzt. Nach verschiedenen Funktionen im ungarischen Außenministerium war er in der Zeit von 2007 bis 2009 Botschafter der Republik Ungarn in Zagreb/Kroatien und ab 2010 Botschafter und Leiter der Ständigen Vertretung Ungarns bei der EU in Brüssel/Belgien. In dieser Funktion folgte ihm 2015 Olivér Várhelyi nach.
Im November 2015 löste Györkös in Berlin den Botschafter József Czukor ab. Als Botschafter Ungarns ist er Mitglied des internationalen Preiskomitees der Adalbert-Stiftung.
Péter Györkös spricht neben Ungarisch auch Englisch, Deutsch, Französisch, Russisch und Kroatisch.
Er ist verheiratet und hat zwei Kinder.